# Иоанн II (король Кипра)
Иоанн (Жан) II Кипрский или Иоанн III или Жан II де Лузиньян (фр. Jean II de Lusignan; 16 мая 1418, Никосия — 28 июля 1458, Никосия) — король Иерусалима, Кипра и Киликийской Армении (из трёх королевств, входивших в его титул, реально правил только Кипром), а также титулярный князь Антиохии с 1432 года, один из представителей происходящей из Пуату (Франция) династии де Лузиньян.

## Биография
Сын короля Януса и Шарлотты де Бурбон (1388 — 15 января 1422).
От грозившего острову завоевания турками Жан избавился лишь благодаря папе Евгению, снабдившего его деньгами, вырученными за продажу индульгенций.
Родосским иоаннитам он вынужден был уступить за отцовские долги область Арса.
После его смерти, его дочь Шарлотта, ранее бывшая замужем за португальским инфантом Иоанном, была провозглашена его наследницей. Иоанн был последним королём Кипра из дома Лузиньянов. После смерти его незаконного сына Иакова, завладевшего престолом, в 1460 году и умершего в 1473 году Кипр перешёл во владение венецианцев.

## Семья
Женат дважды:
- в 1440 году на Амадее Монферратской (3 августа 1429—13 сентября 1440)
- 3 февраля 1442 года в Никосии на Елене Палеологине (3 февраля 1428 — 11 апреля 1458)

От второй жены имел наследницу Шарлотту (28 июня 1444 — 16 июля 1487, Рим), королеву Кипра (1458—1460), которая была замужем дважды в 1456 за инфантом Иоанном Португальским, графом Коимбры (1433 — убит 1457); второй раз 4 октября 1459 за Луи Савойским (5 июня 1436 — август 1482). Вторая дочь Жана II Клеофа (Cleopha), умерла молодой.
От Мариетты де Патрас он имел незаконнорождённого сына Жака (ок. 1438/1439, Никосия — 10 июля 1473, Фамагуста), последнего короля Кипра Якова Кипрского «Бастарда» (1460—1473), который наследовал своей сводной сестре Шарлотте. Женат на Катерине Корнаро (25 ноября 1454 — 10 июля 1510)